# Stanisław Leopold Daczyński
Stanisław Leopold Maksymilian Daczyński (ur. 3 lutego 1856 w Nowym Wiśniczu, zm. 11 sierpnia 1941 w Krakowie) – polski malarz i pedagog.

## Biografia
Stanisław Daczyński urodził się Nowym Wiśniczu, w rodzinie urzędnika Jana Sylwestra i Weroniki z domu Bendykiewicz 4 lutego 1856 roku. Rodzina nie była majętna. Uczył się najpierw w Bochni, a następnie w Krakowie. W latach 1873–1878 studiował w krakowskiej Szkole Sztuk Pięknych. Od 1881 do 1884 kontynuował naukę pod kierunkiem Jana Matejki. Jego profesorami byli, m.in: Władysław Łuszczkiewicz, Feliks Szynalewski, Florian Cynk, Leopold Löffler, Henryk Grabiński, Izydor Jabłoński. W 1884 roku wystawił w krakowskim Towarzystwie Przyjaciół Sztuk Pięknych szereg swoich prac, m.in. Branki (epizod z najazdów tatarskich w XVII. w.).
Dzięki znajomości z Walerianem Krycińskim w 1884 lub 1985 roku znalazł zatrudnienie w Szkole Przemysłu Ceramicznego w Kołomyi jako nauczyciel rysunku. Mieszkając i pracując na Pokuciu, Daczyński malował. W 1887 roku na wystawie sztuki polskiej w Krakowie przyznano mu brązowy medal za prace dekoracyjne. W 1888 roku wraz z Krycińskim wykonał polichromię w greckokatolickiej cerkwi pod wezwaniem św. Mikołaja w Kołomyi. W 1890 roku ożenił się z pochodzącą z Kosowa Stefanią Zajączkowską. Kosów i jego mieszkańcy stali się tematem jego obrazów. W 1897 malarz został nauczycielem etatowym. W 1900 roku powstałe pod nadzorem Daczyńskiego wyroby ceramiczne z Kołomyi prezentowane były na Wystawie Światowej w Paryżu, nagrodzone srebrnym medalem.
Po wybuchu I wojny światowej, od 1914–1915 Daczyńscy przebywali w Wiedniu. Do Kołomyi powrócili w grudniu 1915 roku. W międzyczasie, 31 marca 1915 roku zmarł ojciec malarza. W 1916 roku Daczyński z żoną wyjechał do Bochni, by uporządkować sprawy majątkowe. Pozostali tam prawdopodobnie do końca lutego 1918 roku, po czym powrócili do Kołomyi. W marcu 1920 Daczyński oficjalnie przeszedł na emeryturę. W 1922 wzniesiono w Kołomyi Pomnika Ofiar Kosaczowa w formie krzyża, zaprojektowany przez Daczyńskiego. Upamiętniał Polaków zmarłych w obozie stworzonym przez władze Zachodnioukraińskiej Republiki Ludowej. 
Kolejne lata Daczyńscy spędzili w Zakopanem. 25 marca 1923 roku zmarła żona Stefania. Malarz przeprowadził się do Krakowa, gdzie zmarł 11 sierpnia 1941 roku. Pogrzeb odbył się 13 sierpnia 1941 roku, najprawdopodobniej na Cmentarzu Rakowickim, gdzie zachował się grób żony Stefani Daczyńskiej.
W Bibliotece Jagiellońskiej zachowała się korespondencja Daczyńskiego do Waleriana Krycińskiego i Seweryna Böhma. Malarz prowadził też pamiętnik, który nie został jednak odnaleziony.

## Twórczość
Obrazy i prace Stanisława Daczyńskiego, przedstawiające sceny historyczne, z polowań, rodzajowe, m.in. z Huculszczyzny i Pokucia, a także portrety, znajdują się w zbiorach muzealnych i kolekcjach prywatnych. W Pamiętniku Towarzystwa Przyjaciół Sztuk Pięknych w Krakowie 1854–1904, wydanym w 1905 roku, odnotowane zostały, wystawione w Krakowie w 1884 roku: Branki (epizod z najazdów tatarskich w XVII. w.), Na czatach, Tatar, Dumki ukraińskie, Przez stepy, Na stanowisku, Z polowań na Pokuciu, Przystanek na polowaniu, Przed miotem, Z nad Dniestru, Przy myśliwskiem ognisku, Z polowania na niedźwiedzie.
- Jeździec Turecki z buńczukiem (1884), obraz olejny[2]
- Tatar na koniu, obraz olejny[2]
- Jasyr (1884), olej na płótnie, 335 x 171 cm, Lwowska Galeria Sztuki[3]
- O zmierzchu (1889), olej na płótnie, 51 x 92 cm, kolekcja prywatna[5]
- Owce na Huculszczyźnie (1889), olej na płótnie, 55 x 50 cm, kolekcja prywatna[6]
- Z Huculszczyzny (1900), olej na płótnie, 36 × 65,5 cm, kolekcja prywatna[7]
- Zakopianka (1921), olej na tekturze, 35,5 x 38 cm, kolekcja prywatna[8]
- Tatry. Na drodze do Strążysk (1921), olej na tekturze, 33 x 47,8 cm, kolekcja prywatna[9]
- Widok rynku w Zakopanem (1921), olej na tekturze, 32,5 x 47 cm, kolekcja prywatna[10]
- Krokiew w jesieni (1921), olej na tekturze, 33 x 46 cm, kolekcja prywatna[11]
- Giewont w śniegu (1922), olej na tekturze, 35 x 51 cm, kolekcja prywatna[12]
- Na drodze do Białego (1922), olej na tekturze, 34 x 48 cm, kolekcja prywatna[13]
- Głowa górala zakopiańskiego (1922), olej na tekturze, 33 x 44 cm, kolekcja prywatna[14]
- Pejzaż górski (1923), olej na tekturze, 41 x 54 cm, kolekcja prywatna[15]
- Cyganka (1924), olej na desce, 43 x 34,5 cm, kolekcja prywatna[16]
- Góralski leśnik (1925), olej na tekturze, 34 x 50 cm, kolekcja prywatna[17]
- Zakopiańska góralka (1925), olej na tekturze, 21 x 27 cm, kolekcja prywatna[18]
- Wierzby o zachodzie słońca (1928), olej na tekturze, 46,5 x 24,5 cm, kolekcja prywatna[19]
- Pejzaż tatrzański (1928), olej na sklejce, 39,5 x 61,5 cm, Muzeum im. Stanisława Fischera w Bochni[20]
- Kościół w Chabówce (1929), olej na tekturze, 27 x 34,5 cm, kolekcja prywatna[21]
- Kościółek w Chabówce (1929), olej na tekturze, 27 x 34,4 cm, kolekcja prywatna[22]
- Przy ognisku – myśliwi na Huculszczyźnie (1930), olej na sklejce, 57 x 78 cm, kolekcja prywatna[23]
- Pejzaż górski (1930), olej na płótnie, 46 x 71 cm, kolekcja prywatna[24]
- Pejzaż tatrzański, akwarela, 20 x 30 cm, kolekcja prywatna[25]

## Galeria

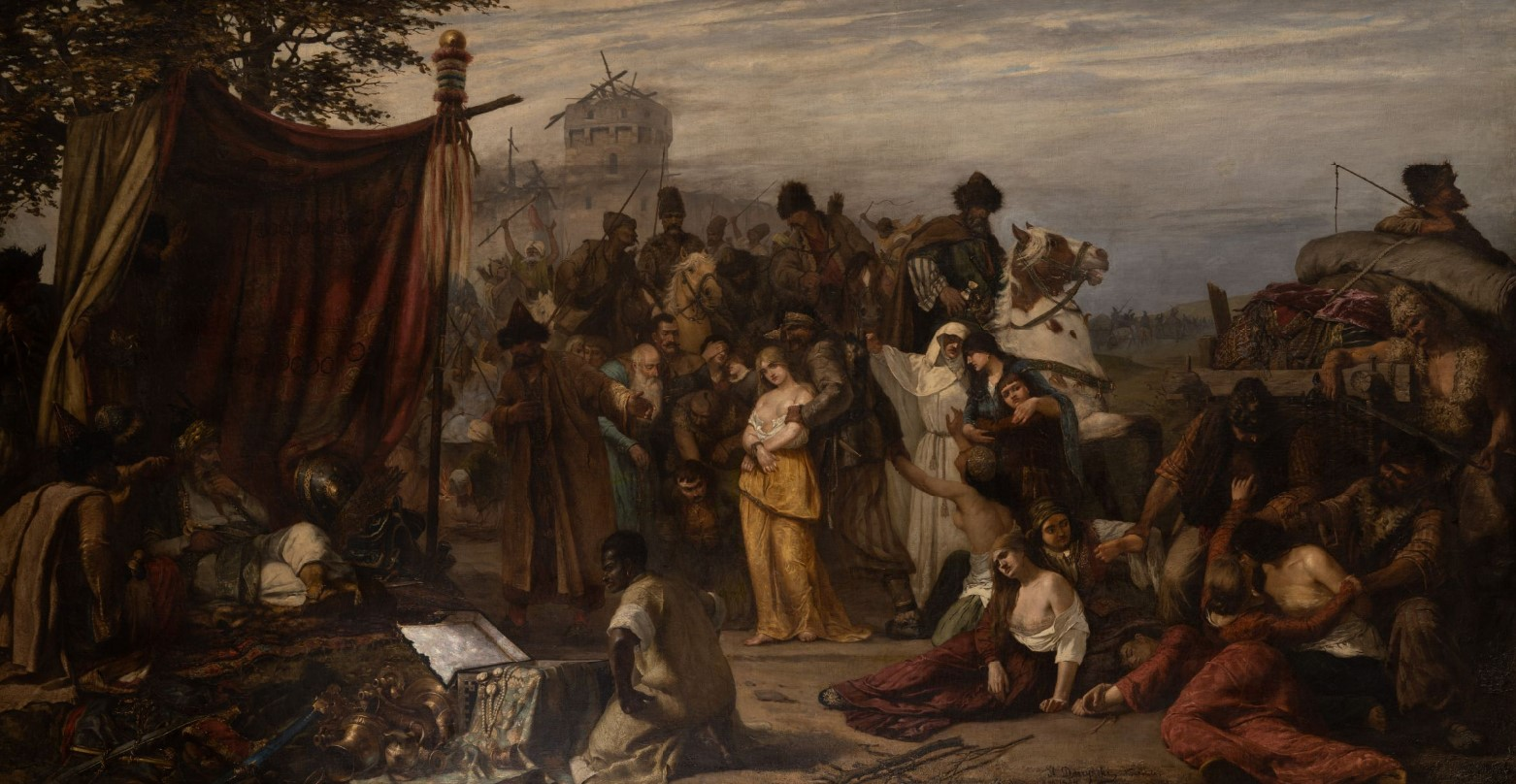
Jasyr, 1884
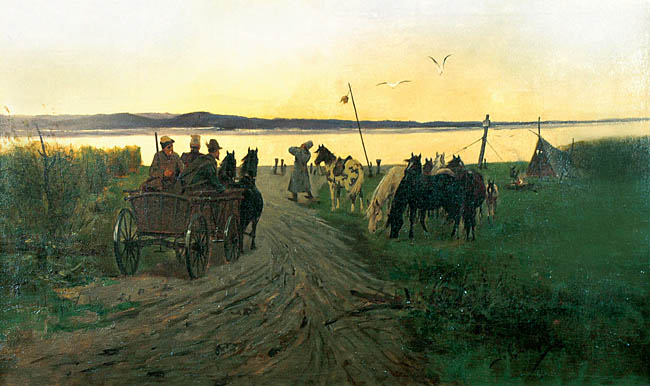
O zmierzchu, 1889
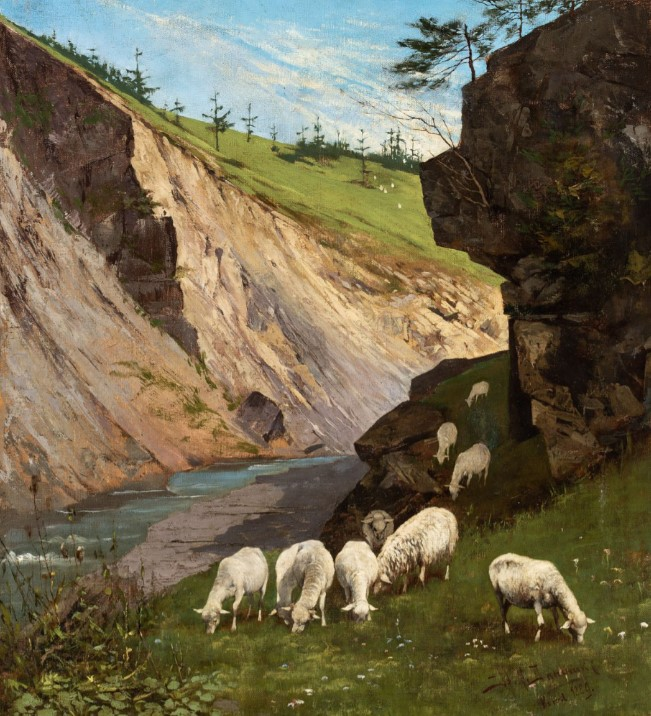
Owce na Huculszczyźnie, 1889
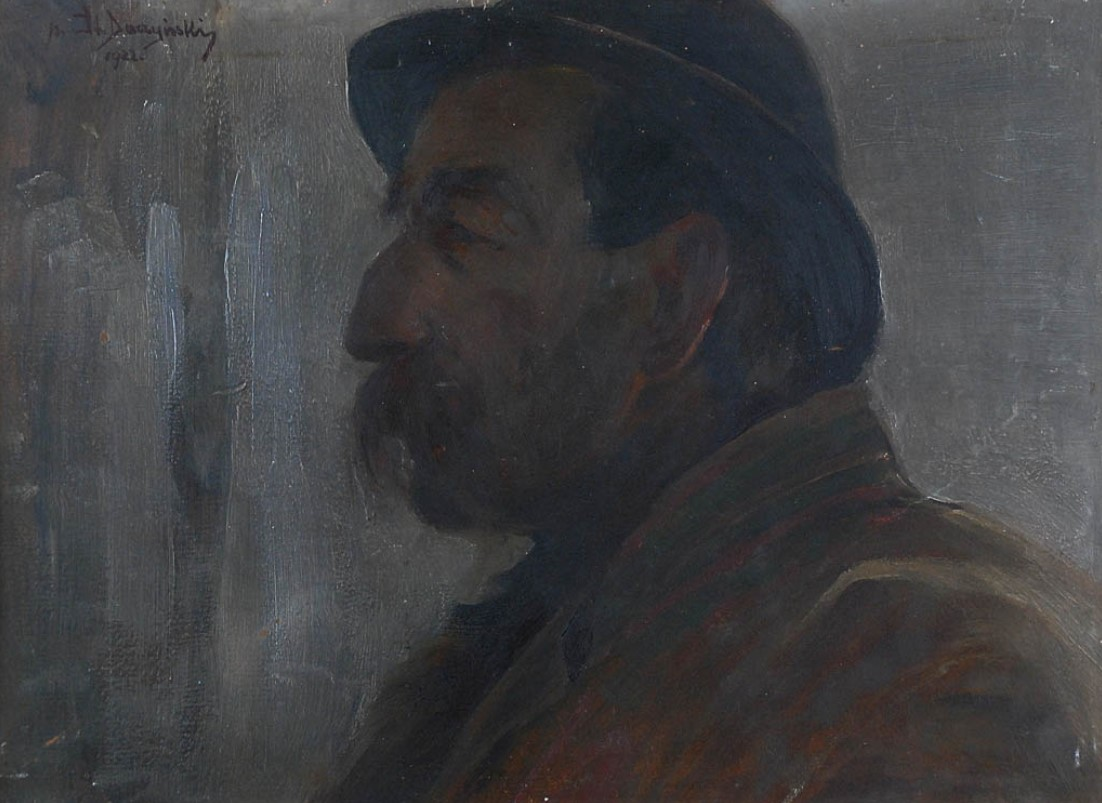
Głowa górala zakopiańskiego, 1922
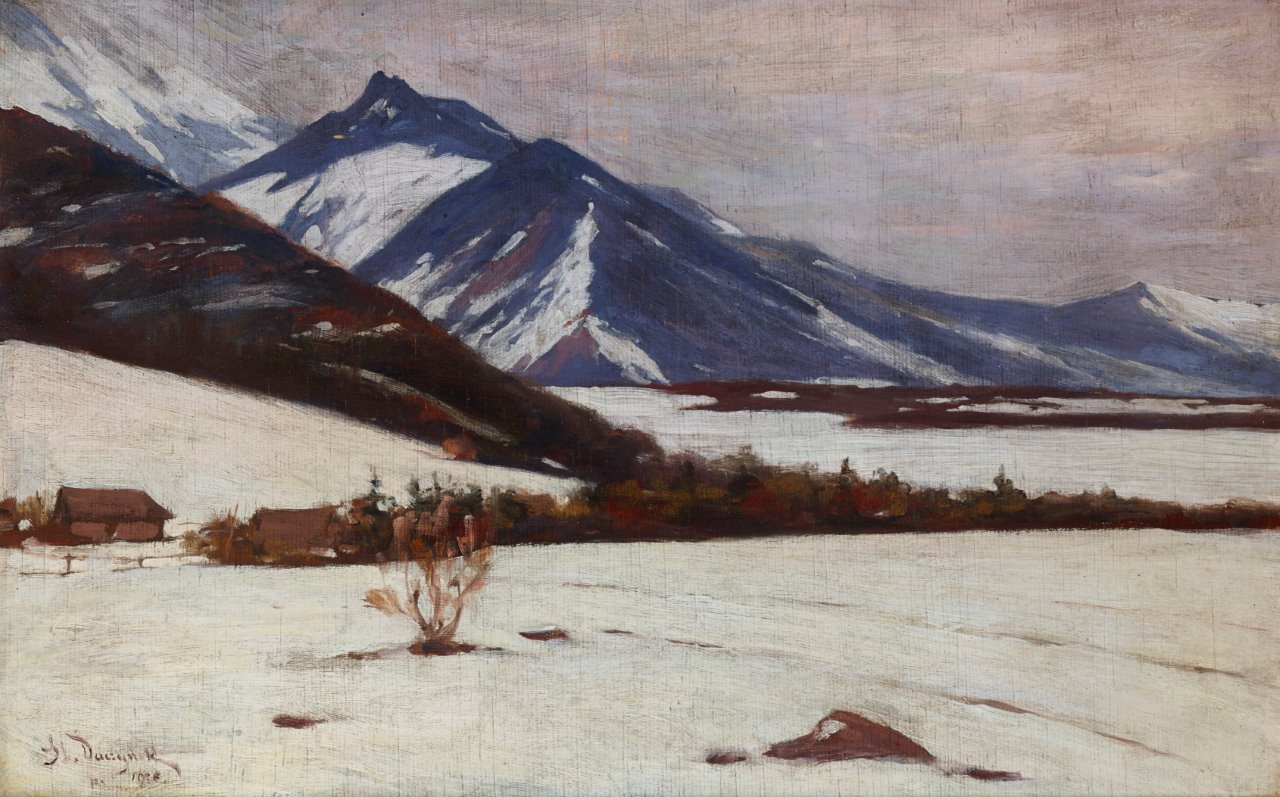
Pejzaż tatrzański, 1928